# NGC 1121
NGC 1121 je galaksija u zviježđu Eridan.

## Vanjske poveznice
- SEDS: NGC 1121